# Evgenii Pysarenko
Evgenii Pysarenko, ukr. Євген Костянтинович Писаренко – Jewhen Kostiantynowycz Pysarenko, ros. Евгений Константинович Писаренко – Jewgienij Konstantinowicz Pisarienko (ur. 12 kwietnia 1980 w Kijowie, Ukraińska SRR) – rumuński hokeista pochodzenia ukraińskiego. Reprezentant Rumunii.

## Kariera
- Berkut Kijów (1997-1998)
- Sokił 2 Kijów (1998-1999)
- CSA Steaua Bukareszt (1999-2000)
- Sokił Kijów (2000-2001)
- CSA Steaua Bukareszt (2001-2010)
- Arystan Temyrtau (2010-2011)
- CSA Steaua Bukareszt (2011-2012)
- ASC Corona 2010 Braszów (2012-2016)

Karierę rozwijał w kijowskich drużynach w rodzinnym Kijowie występujący w lidze krajowej. Po przekroczeniu wieku juniorskiego przeniósł się do Rumunii i od tego czasu podjął występy w lidze rumuńskiej.
Grał w kadrach juniorskich Ukrainy. Uczestniczył w turniejach mistrzostw Europy juniorów do lat 18 w 1997, 1998 oraz mistrzostw świata juniorów do lat 20 w 2000. Później został reprezentantem seniorskiej kadry Ukrainy. Został reprezentantem kadry seniorskiej, wraz z którą uczestniczył w turniejach mistrzostw świata 2011 (Dywizja II), 2012, 2013, 2014 (Dywizja IB), 2015 (Dywizja IIA). Na turnieju MŚ 2014 był kapitanem kadry.
W sezonie 2014/2015 jednocześnie był trenerem zespołu ASC Corona 2010 Braszów do lat 18.

## Sukcesy
Reprezentacyjne
- Awans do Dywizji IB mistrzostw świata seniorów: 2011, 2015

Klubowe
- Srebrny medal mistrzostw Ukrainy: 1998 z Berkutem Kijów, 2001 z Sokiłem Kijów
- Brązowy medal Wschodnioeuropejskiej Ligi Hokejowej: 2001 z Sokiłem Kijów
- Puchar Rumunii: 2000, 2002, 2004, 2005, 2008, 2011, 2012 ze Steauą Bukareszt
- Złoty medal mistrzostw Rumunii: 2002, 2003, 2005, 2006 ze Steauą Bukareszt, 2014 z Coroną Braszów
- Srebrny medal mistrzostw Rumunii: 2010 ze Steauą Bukareszt, 2013 z Coroną Braszów
- Brązowy medal mistrzostw Rumunii: 2011, 2012, 2013, 2016 ze Steauą Bukareszt

Indywidualne
- Mistrzostwa Świata w Hokeju na Lodzie 2014/I Dywizja#Grupa B:
  - Pierwsze miejsce w klasyfikacji asystentów wśród obrońców turnieju: 4 asysty[2]
  - Najlepszy zawodnik reprezentacji na turnieju[3]
- Mistrzostwa Świata w Hokeju na Lodzie 2015/II Dywizja#Grupa A:
  - Czwarte miejsce w klasyfikacji asystentów wśród obrońców turnieju: 3 asysty[4]